# Jekatierina Wołkowa
Jekatierina Wołkowa (ros. Екатерина Геннадьевна Волкова; ur. 12 marca 1978 w Żeleznogorsku) – rosyjska lekkoatletka, biegaczka startująca w biegach długodystansowych, brązowa medalistka olimpijska z Pekinu.
Specjalizuje się w biegach na 3000 m z przeszkodami. Dwukrotnie zdobyła medale mistrzostw świata w biegu na 3000 m z przeszkodami.

## Sukcesy

### Igrzyska olimpijskie
| Igrzyska olimpijskie | Miasto | Data             | Konkurencja                   | Wynik   | Miejsce   |
| -------------------- | ------ | ---------------- | ----------------------------- | ------- | --------- |
| Pekin 2008           | Pekin  | 17 sierpnia 2008 | Bieg na 3000 m z przeszkodami | 9.07,62 | 3 miejsce |

### Mistrzostwa Świata
| Mistrzostwa Świata | Miasto   | Data             | Konkurencja                   | Wynik   | Miejsce   |
| ------------------ | -------- | ---------------- | ----------------------------- | ------- | --------- |
| Helsinki 2005      | Helsinki | 8 sierpnia 2005  | Bieg na 3000 m z przeszkodami | 9.20,49 | 2 miejsce |
| Osaka 2007         | Osaka    | 27 sierpnia 2007 | Bieg na 3000 m z przeszkodami | 9.06,57 | 1 miejsce |